# Corylopsis
Corylopsis là một chi thực vật có hoa trong họ Hamamelidaceae.